# Mariana Aydar
Mariana Mendes Aydar, conhecida artisticamente como Mariana Aydar (São Paulo, 8 de maio de 1980) é uma cantora brasileira.
Com cinco discos e um documentário lançados, é vencedora do prêmio Grammy Latino.
Mariana, que estudou violoncelo, violão e canto, já esteve no palco com Seu Jorge, Elba Ramalho, Dominguinhos, Arnaldo Antunes, Toni Garrido, Samuel Rosa, Daniela Mercury, Céu, João Donato, Leci Brandão, Ivan Lins, Vanessa da Mata, Emílio Santiago, entre outros. Atualmente, a banda que a acompanha conta com Magno Vito, no baixo, Bruninho Marques, na bateria e Rafa Moraes, na guitarra.

## Biografia
Mariana Aydar é filha de Mario Manga, integrante do grupo Premê, e de Bia Aydar, ex-produtora de diversos artistas brasileiros, entre os quais Lulu Santos e Luiz Gonzaga. Nesse ambiente ficava atrás dos palcos, dormia nos camarins e ia junto com os cantores para o estúdio, aprendendo muita coisa só observando. Recebeu de um mestre indiano o apelido de "Kavita", que em sânscrito significa "poeta". Começou a cantar pequena, aprendeu a tocar violoncelo aos 11 anos e, por vontade própria, mudou-se de um colégio tradicional para uma escola Waldorf.
A trajetória musical de Mariana Aydar teve início em 2000, aos 20 anos, quando começou a cantar profissionalmente como backing vocal de Miltinho Edilberto, cujo repertório era basicamente de forró. Logo depois, comandou sua primeira banda, Caruá, também de forró, durante três anos (2001 a 2003). Foi backing vocal no trio elétrico de Daniela Mercury, no Carnaval de 2004. Em paralelo, integrava a banda do compositor paulistano Dante Ozzetti.
Em 2004, após anos de estudo no Brasil e na Berklee School of Music, em Boston, morou em Paris por um ano. Lá conheceu Seu Jorge, que a convidou para abrir os shows na turnê européia.
De volta ao Brasil em 2005, passou a investir no disco de estreia, Kavita 1, lançado em setembro de 2006.
Em abril de 2007, a música "Deixa o Verão" foi convocada para entrar na trilha sonora do seriado adolescente Malhação 2007, da Rede Globo.
Em setembro de 2007, Mariana Aydar foi indicada ao prêmio de Revelação no VMB (Video Music Brasil), realizado pela MTV.
Em janeiro de 2008, realizou o primeiro show em Salvador, na Praça Tereza Batista, no Pelourinho, para um público superior a mil pessoas totalmente envolvido e conhecedor das músicas do repertório da cantora.[carece de fontes?] O show foi uma parceria entre o Projeto Pelourinho Cultural, do IPAC - SECULT, com o produtor baiano Chicco Assis e o Movimento ChA Com Cultura.[carece de fontes?]
Em 2009, lançou seu seu segundo álbum, Peixes, Pássaros, Pessoas. No mesmo ano, a música "Prainha" entrou para a trilha de Malhação 2009, sendo tema do Ceará.
Em 2011, sai o terceiro álbum, Cavaleiro Selvagem Aqui Te Sigo, em parceria com o maestro, compositor e arranjador Letieres Leite, da Orkestra Rumpilezz. O CD gravado ao vivo em estúdio revela ritmos afro-brasileiros, além da busca pelas origens sem perder o caráter contemporâneo.
Em 24 de setembro de 2011, fez uma participação no show do Snow Patrol, no Rock in Rio, cantando "Set the fire to the third bar". No mesmo festival, se apresenta no Palco Sunset, com Móveis Coloniais de Acaju e a Orkestra Rumpilezz.
Em 2012, foi indicada ao prêmio de Melhor Show Nacional com o "Cavaleiro Selvagem Aqui te Sigo" pelo Jornal Folha de S.Paulo.
Em 2013, fez uma participação na música "Coração" do disco Ainda Bem que Eu Segui as Batidas do Meu Coração, de Rael.
Em 2014, estreou o documentário "Dominguinhos", idealizado e produzido por Mariana Aydar, Eduardo Nazarian e Joaquim Castro.
Em maio de 2014, se apresenta na Virada Cultural, em São Paulo.
Em agosto de 2015, lançou seu quarto álbum, Pedaço Duma Asa, em parceria com o artista plástico Nuno Ramos.
Em 2016, a cantora se uniu à Heloisa Aidar, empresária, e Marcio Arantes, produtor musical, criando a empresa Brisa Sons + Idéias, responsável por criar trilhas sonoras originais e inovadoras para a publicidade, cinema, TV e internet.
Em setembro de 2016, lança oficialmente o single “Te Faço um Cafuné” em todas as plataformas digitais, acompanhado de um clipe gravado em Trancoso (BA), com direção de Mihay Vetyemy e Simone Elias.
No final de 2017, lança o DVD Pedaço duma Asa, com registros de shows realizados entre 2014 e 2016, com os músicos Duani Martins (percussão, baixo e cavaquinho), Guilherme Held (guitarra), Bruno Marques, Abuhl Junior, Dennys Silva (percussões), Magno Vito (baixo), Marcelo Miranda (percussão e baixo), Mauricio Badé (percussão) e Letieres Leite (flauta).
Em setembro de 2019, se apresenta com Elba Ramalho no Coala Festival, em São Paulo.
Em dezembro de 2019, Mariana Aydar lançou o álbum Veia Nordestina, o disco foi lançado ao longo do ano em formato de EPs, Veia Nordestina (I), Veia Nordestina (II) e Veia Nordestina (III) e finalmente culminou no lançamento do álbum completo em 6 de dezembro de 2019.
Em agosto de 2020, se apresenta juntamente com Mestrinho no Coala Festival, realizado virtualmente por conta da pandemia de coronavírus.
Em 2020 a cantora lançou o single "Foguete" em junho, já em 29 de setembro a cantora foi indicada e venceu o prêmio Grammy Latino de "Melhor Álbum de Música de Raízes em Língua Portuguesa", em premiação ocorreu em novembro.
Em junho de 2021, lança o single "O Futuro Já Sabia" em parceria com o músico Chico César.
Em setembro de 2022, lança o single “É o Fim do Mundo” criado durante a pandemia e traz a parceria inédita entre Aydar e Lenine.
Em abril de 2024, em parceria com Mestrinho, lança o disco Mariana e Mestrinho, que traz canções inéditas de forró pé-de-serra e clássicos do gênero, como “Isso aqui tá bom demais” e “Cheguei pra ficar”, de Anastácia e Dominguinhos, que também assina "Te faço um cafuné".
Em setembro de 2024, se apresentou juntamente com Mestrinho no Coala Festival, em São Paulo.

## Discografia

### Álbuns
| Álbum                           | Detalhes                                                                         | Vendas       |
| ------------------------------- | -------------------------------------------------------------------------------- | ------------ |
| Brasil, Sons e Sabores          | - Lançamento: 2005 - Formatos: CD, download digital - Gravadora: Independente    |              |
| Kavita 1                        | - Lançamento: 2006 - Formatos: CD, download digital - Gravadora: Universal Music | - : + 10 000 |
| Peixes Pássaros Pessoas         | - Lançamento: 2009 - Formatos: CD, download digital - Gravadora: Universal Music | - : + 10 000 |
| Cavaleiro Selvagem Aqui te Sigo | - Lançamento: 2011 - Formatos: CD, download digital - Gravadora: Universal Music | - : + 10 000 |
| Pedaço Duma Asa                 | - Lançamento: 2015 - Formatos: CD, download digital - Gravadora: Pommelo         | - : + 3 000  |
| Veia Nordestina                 | - Lançamento: 2019 - Formatos: CD, download digital - Gravadora: Brisa Records   |              |
| Mariana e Mestrinho             | - Lançamento: 2024 - Formatos: CD, download digital - Gravadora: Brisa Records   |              |

### Singles
| Ano  | Single                                  | Charts      | Charts         | Charts         | Álbum                          |
| Ano  | Single                                  | BRA Hot 100 | BRA Hit Parade | BRA Radio Kids | Álbum                          |
| ---- | --------------------------------------- | ----------- | -------------- | -------------- | ------------------------------ |
| 2002 | "Lá Vem a Menina" (feat. Carlos Careqa) | —           | —              | 15             | Ilha Rá-Tim-Bum: Trilha Sonora |
| 2007 | "Deixa o Verão"                         | 36          | 42             | —              | Kavita 1                       |
| 2007 | "Zé do Caroço"                          | 85          | 88             | —              | Kavita 1                       |
| 2008 | "Na Gangorra"                           | 60          | 58             | —              | Kavita 1                       |
| 2008 | "Prainha"                               | 45          | 42             | —              | Kavita 1                       |
| 2009 | "Palavras Não Falam"                    | 58          | 64             | —              | Peixes, Pássaros e Pessoas     |
| 2009 | "Aqui em Casa"                          | —           | —              | —              | Peixes, Pássaros e Pessoas     |

## Vida pessoal
Foi casada com o multi-instrumentista Duani, que também era seu produtor musical.